# Ibi (Spagna)
Ibi è un comune spagnolo situato nella comunità autonoma Valenciana.